# Premio Carosone
Il premio Carosone, nato il 21 settembre 2002, è una manifestazione ideata da Federico Vacalebre, biografo di Renato Carosone, e promossa dalla Chiara Sun Music col sostegno iniziale della Regione Campania. 

## Location
Due mesi dopo la morte di Carosone, il 6 luglio 2001 venne organizzato, nello Stadio San Paolo, un primo memorial Carosone che, dall'anno successivo, sarebbe diventato il Premio Carosone.
La cerimonia di consegna del premio si è sempre tenuta a Napoli, inizialmente all'Arena Flegrea, ma nel 2008, nel 2010 e nel 2011 si è puntato su "winter edition", rispettivamente al teatro Politeama, al teatro Posillipo e al teatro Augusteo, con una mostra sul Carosone pittore ospitata al Maschio Angioino. Nel 2012 il riconoscimento è stato consegnato a Capri, nell'ambito del festival "Capri, Hollywood". Nel 2013 è stato consegnato dal Premio Carosone uscente, Sal da Vinci, a Paolo Belli in occasione della "winter edition" del musical "Carosone, l'americano di Napoli", interpretato dallo stesso Da Vinci.

## Scopo della manifestazione
Il premio è intitolato al cantante e musicista partenopeo Renato Carosone. Scopo della manifestazione è quello di premiare gli artisti italiani e internazionali che si iscrivono nello stile ironico e contaminato dell'americano di Napoli.

## Artisti intervenuti

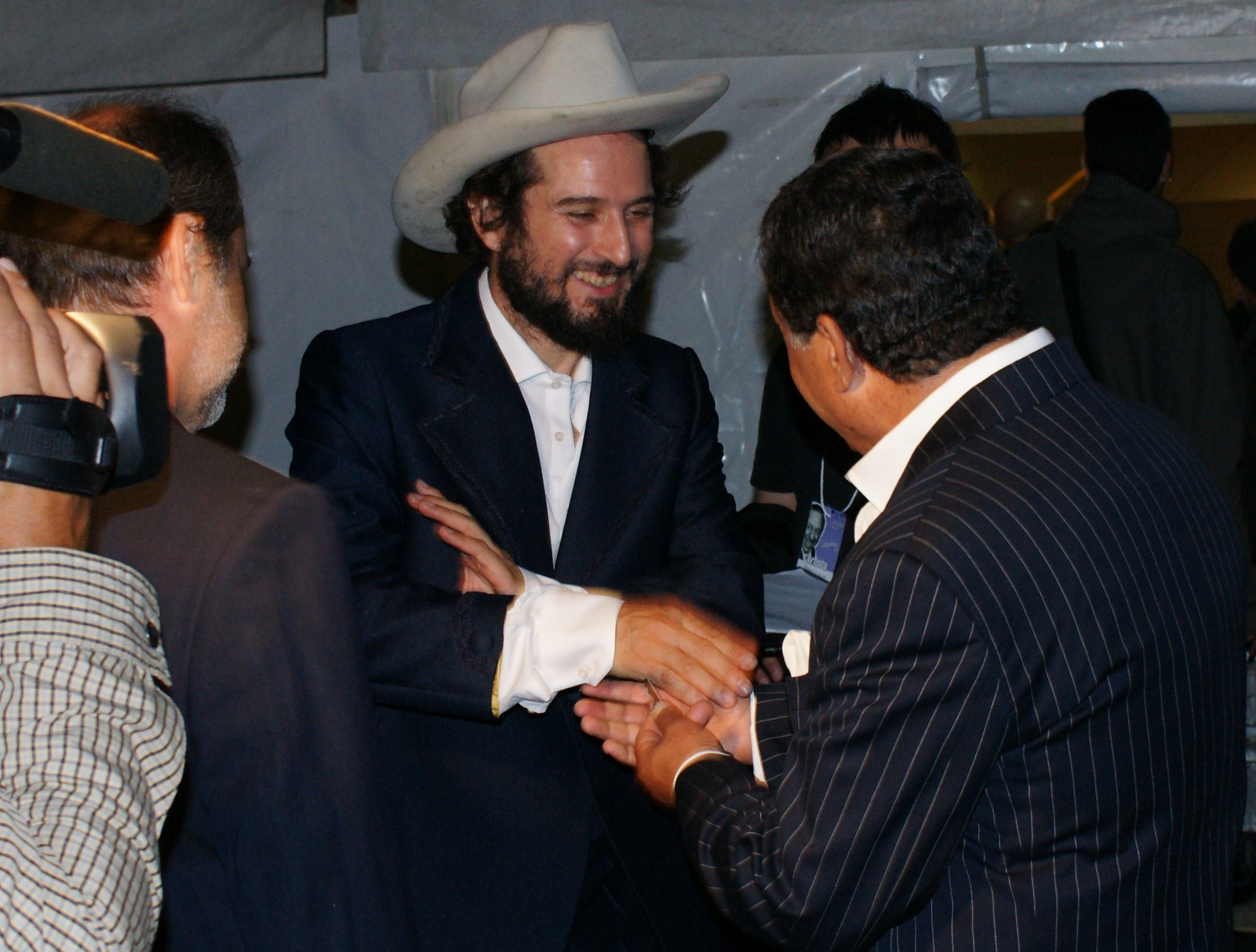
Vinicio Capossela con Mario Trevi al Premio Carosone 2009.

Le varie edizioni hanno visto alternarsi sul palco artisti come Noa, gli Avion Travel, Raphael Gualazzi, Sergio Cammariere, Edoardo Bennato, Eugenio Bennato, Caparezza, Folkabbestia, Max Gazzè, Alex Britti, Enzo Jannacci, Simone Cristicchi, Zizi Possi, Lou Bega, Nino D'Angelo, Peppe Barra, Enzo Gragnaniello, Catherine Ringer, Giovanni Allevi, Lina Sastri, Claudio Mattone, James Senese, Peppino Di Capri, Enzo Avitabile, Ennio Rega, Tonino Carotone, Peppino Gagliardi, Renato Sellani, Vittorio Marsiglia, Mario Trevi, Aurelio Fierro, Daniele Silvestri, Pietra Montecorvino, Magoni & Spinetti, Rita Marcotulli, Planet Funk e molti altri.

## Gemellaggi
Oltre che gemellato col Premio Tenco, il Premio è gemellato con il Premio Ciampi e con altri festival della canzone d'autore italiana.

## Albo dei vincitori
- 2002 - Amina, Sandrino Aquilani, Sergio Cammariere, Tullio De Piscopo, Aurelio Fierro, Piccola Orchestra Avion Travel, Massimo Ranieri.
- 2003 - Edoardo Bennato, Stefano Bollani, Alex Britti, Fausto Cigliano, Nino D'Angelo, Luciano De Crescenzo, Gegè Di Giacomo, Enzo Jannacci, Roy Paci, Zizi Possi, Giacomo Rizzo
- 2004 - Renzo Arbore, Banda Osiris, Peppe Barra, Caparezza, Sal da Vinci, Max Gazzè, Enzo Gragnaniello, Angela Luce, Raiz, Ennio Rega, Peter Van Wood.
- 2005 - Lou Bega, Simone Cristicchi, Gigi Finizio, Giovanni Imparato, Gennaro Cosmo Parlato, Rosalia Porcaro, Lina Sastri, Patrizio Trampetti, Tony Tammaro, 24 Grana e Marina Rei.
- 2006 - Giovanni Allevi, Enzo Avitabile, Giorgio Conte, Folkabbestia, Peppino Gagliardi, Mauro Gioia, Noa, Giuliano Palma & the Bluebeaters, Catherine Ringer, Checco Zalone
- 2007 - Michele Bovi, Peppino Di Capri, Lorenzo Hengeller, Italian Harmonists, Claudio Mattone, Neri per Caso, James Senese, Tosca, Daniele Silvestri, Virtuosi di San Martino
- 2008 - Tonino Carotone, Tony Esposito, Vittorio Marsiglia, Renato Sellani
- 2009 - Mario Trevi, i Kantango, Vinicio Capossela, le Sorelle Marinetti, i Blue Napoli, Joe Barbieri, Simona Molinari, Gennaro Cosmo Parlato
- 2010 - Alunni del Sole, Arisa, Karkadan, Pietra Montecorvino, Eddy Napoli
- 2011 - Raphael Gualazzi, Posteggiatori Tristi, Magoni & Spinetti, Rita Marcotulli, Planet Funk, Federico Salvatore
- 2012 - Sal da Vinci
- 2013 - Paolo Belli
- 2022 - Gigi D'Alessio, Enzo Avitabile, Clementino, Rocco Hunt, Il Tesoro di San Gennaro, La Niña, Marisa Laurito, Peppe Servillo & Solis String Quartet, Alan Sorrenti.